# Georges Stockly
Georges Stockly (1º agosto 1916 – Ginevra, 10 dicembre 1984) è stato un cestista svizzero.

## Carriera
Con la Svizzera ha disputato due Campionati europei (1946, 1951) e due edizioni dei Giochi olimpici (1948, 1952).